# Marten Breuer
Marten Breuer (* 1971 in Celle) ist ein deutscher Jurist und Hochschullehrer an der Universität Konstanz.

## Leben
Nach seinem Abitur am Ernestinum Celle und dem Zivildienst begann Breuer 1992 ein Studium der Rechtswissenschaften an der Universität Würzburg. Dieses beendete er im Juli 1997 mit dem Erwerb des Ersten Juristischen Staatsexamens. Danach arbeitete er als wissenschaftlicher Mitarbeiter von Dieter Blumenwitz in Würzburg, bei dem er 2000 zum Dr. jur. promovierte. Nach seinem Referendariat legte Breuer 2002 sein Zweites Staatsexamen ab. Danach kehrte er für ein Jahr an den Lehrstuhl von Blumenwitz zurück, wechselte im August 2003 jedoch an den Lehrstuhl von Eckart Klein an die Universität Potsdam. Bei Klein schloss Breuer 2010 seine Habilitation ab. Damit wurde ihm die venia legendi für die Fächer Öffentliches Recht, Europarecht und Völkerrecht verliehen.
Bereits seit Oktober 2009 war Breuer Claussen-Simon-Dozent für Europäisches und Internationales Recht am Europa-Kolleg Hamburg. Daneber vertrat er im Wintersemester 2010/11 den Lehrstuhl von Wolfgang Graf Vitzthum an der Universität Tübingen, im Wintersemester 2011/12 den Lehrstuhl von Wolfgang Voegeli an der Universität Hamburg. Im Juli 2012 beendete Breuer seine Tätigkeiten in Hamburg, um den ordentlichen Lehrstuhl für Öffentliches Recht mit internationaler Ausrichtung an der Universität Konstanz zu übernehmen, den er im vorangegangenen Sommersemester noch vertreten hatte.

## Veröffentlichungen (Auswahl)
- Verfassungsrechtliche Anforderungen an das Wahlrecht der Auslandsdeutschen. Duncker & Humblot, Berlin 2001, ISBN 3-428-10323-8 (Dissertation).
- Dieter Blumenwitz & Marten Breuer: Fälle und Lösungen zum Völkerrecht. 2. Auflage. Boorberg, Stuttgart 2005, ISBN 3-415-03567-0.
- Staatshaftung für judikatives Unrecht. Eine Untersuchung zum deutschen Recht, zum Europa- und Völkerrecht. Mohr Siebeck, Tübingen 2011, ISBN 978-3-16-150535-5 (Habilitationsschrift).
- Von der UNESCO in die Generalversammlung: Palästina und die Vereinten Nationen. Duncker & Humblot, Berlin 2013, ISBN 978-3-428-14246-0.

Als Herausgeber
- Stefanie Schmahl & Marten Breuer (Hrsg.): The Council of Europe. Its Law and Policies. Oxford University Press, Oxford 2017, ISBN 978-0-19-967252-3.